# Centro do Guilherme
Centro do Guilherme là một đô thị thuộc bang Maranhão, Brasil. Đô thị này có diện tích 1074,039 km², dân số năm 2007 là 6742 người, mật độ 6,28 người/km².